# Episodi di Delitti in Paradiso (undicesima stagione)
L'undicesima stagione della serie televisiva Delitti in Paradiso, composta da 8 episodi della durata di 60 minuti ciascuno, è stata trasmessa in prima visione assoluta nel Regno Unito sul canale BBC One dal 7 gennaio al 25 febbraio 2022.
Shantol Jackson e Ginny Holder entrano nel cast. Joséphine Jobert lascia per la seconda volta la serie.
In Italia la stagione è stata trasmessa in prima visione assoluta su Rai 2 dal 27 luglio al 12 ottobre 2022.
| nº | Titolo originale    | Titolo italiano           | Prima TV Regno Unito | Prima TV Italia   |
| -- | ------------------- | ------------------------- | -------------------- | ----------------- |
| 1  | Last Call to Honoré | Le apparenze ingannano    | 7 gennaio 2022       | 27 luglio 2022    |
| 2  | A Double Bogey      | Il fratello sbagliato     | 14 gennaio 2022      | 3 agosto 2022     |
| 3  | Death in Flight     | L'ultimo volo             | 21 gennaio 2022      | 10 agosto 2022    |
| 4  | Undercover and Out  | Una scelta difficile      | 28 gennaio 2022      | 24 agosto 2022    |
| 5  | Painkiller Thriller | Un amore malato           | 4 febbraio 2022      | 15 settembre 2022 |
| 6  | Phone-In Murder     | Sensi di colpa            | 11 febbraio 2022     | 28 settembre 2022 |
| 7  | Murdering Lyrical   | Un delitto quasi perfetto | 18 febbraio 2022     | 5 ottobre 2022    |
| 8  | Death of a Pawn     | Scacco matto              | 25 febbraio 2022     | 12 ottobre 2022   |

## Le apparenze ingannano
- Titolo originale: Last Call to Honoré
- Diretto da: Jennie Paddon
- Scritto da: Robert Thorogood

### Trama
Gabriel Taylor è un uomo benestante che gestisce un impianto balneare ed è sposato con Mia. La loro unica figlia Clarissa viene rapita e i sequestratori costringono Gabriel a pagare un riscatto di cinquantamila dollari. Lui va da solo al luogo dello scambio senza portare con sé il cellulare (seguendo le istruzioni dei sequestratori). Il denaro viene consegnato e Clarissa viene liberata. Parker, Marlon e Florence accolgono l'ufficiale Naomi Thomas, che sostituisce JP, e indagano sulla morte di Gabriel, il quale è stato trovato da alcuni paramedici in una cabina telefonica, morto per ferita da accoltellamento.
Gabriel era un uomo prepotente, a stento sopportava la moglie e la figlia, non le reputava all'altezza delle sue aspettative, Jason, il fidanzato di Clarissa, confessa alla polizia che lui e Clarissa avevano inscenato un falso sequestro per estorcere dei soldi a Gabriel e fuggire poi da Saint Marie, quando riscosse il denaro nel luogo dell'incontro, stranamente Gabriel non era lì, tra l'altro la polizia non capisce per quale motivo è stato ritrovato vicino alla cabina telefonica, così lontano del luogo dello scambio.
Tra i sospettati c'è Otis Benjamin, lui e Mia erano amanti, è un ex spacciatore, viene dalla Giamaica, Gabriel lo fece arrestare per tenerlo lontano da Mia. In effetti il coltello che ha ucciso appartiene a lui, Otis voleva dei soldi da Gabriel ritenendolo il giusto risarcimento per gli anni in galera che ha passato per colpa sua, i due litigarono e Gabriel gli rubò il coltello, Otis aveva dunque messo un localizzatore nell'auto di Gabriel e lo seguì, trovandolo vicino alla cabina telefonica già morto, col il suo coltello conficcato nel corpo della vittima, Otis si era ripreso l'arma temendo che avrebbe potuto incriminarlo.
Parker guarda una foto del cadavere della vittima, e nota che sul polso destro non c'è il suo rosario che lui portava sempre con sé, capisce così che l'assassina è Clarissa: quando lei e Jason erano andati nel luogo in cui avevano fissato l'incontro, Jason si allontanò da Clarissa per prendere il denaro che Gabriel aveva lasciato, ignaro che Gabriel era proprio lì, nascosto per tendere un agguato al sequestratore, armato del coltello che aveva rubato a Otis, rimase sorpreso quando scoprì che Clarissa lo aveva ingannato, quest'ultima senza che Jason se ne accorgesse, disarmò il padre e usò il coltello per pugnalarlo, durante la loro brevissima colluttazione Clarissa gli sfilò il rosario dal polso, infatti la polizia ritrova il resto delle perline sul luogo dove Clarissa e Jason avevano preso i soldi. Tuttavia Gabriel non era morto, per evitare di perdere sangue decise di non estrarre il coltello dal corpo, e alla guida della sua auto andò alla cabina telefonica e chiamò l'ambulanza per farsi soccorrere, dato che non aveva altra scelta visto che non gli avevano permesso di portare il cellulare con sé, ma ormai troppo debole per via della ferita, era già morto all'arrivo dei soccorsi.
Non solo Clarissa viene arrestata, ma Otis è costretto a tornare in Giamaica dove verrà arrestato, infatti era agli arresti domiciliari, e essendo venuto a Saint Marie ha violato i termini della sua condizionale. Florence confessa a Parker che ormai ha capito che innamorato di lei, ma preferisce rimanere solo sua amica. Patterson dà un'inaspettata notizia a Parker e Florence: Otis, da poco tornato in Giamaica, è stato ucciso.

## Il fratello sbagliato
- Titolo originale: A Double Bogey
- Diretto da: Jennie Paddon
- Scritto da: Kevin Rundle e James Hall

### Trama
Connor Faircroft è un giocatore di golf, sposato con Holly dalla quale ha avuto un figlio, Jake. Lavora al circolo privato, un golf-club, suo fratello Bradley viene a trovarlo visitando il club, nel quale si tiene una riffa, Desreta (la presidente del club) va a prendere i biglietti e sente Conner e Bradley litigare animosamente, poi Holly nota un messaggio vocale sul suo cellulare, è una richiesta di aiuto da parte di Bradley il quale afferma che Connor lo sta aggredendo, poi Holly e Jake lo trovano morto all'esterno del club.
Parker indaga sull'omicidio, tutto fa supporre che lo abbia ucciso Connor dato che nel messaggio che Bradley aveva mandato a Holly affermava che Connor gli stava facendo del male, inoltre la vittima è morta per un colpo alla testa, Parker guarda tra le mazze da golf di Bradley e nota che manca il driver, la probabile arma del delitto, che Marlon trova proprio in uno degli armadietti del club, quello di Connor, con tracce di sangue. È impossibile che qualcuno abbia cercato di incastrare Connor, perché solo lui poteva aprire il suo armadietto avendo solo lui la chiave per aprire il lucchetto, tuttavia una videocamera inquadra Connor, nel momento in cui il messaggio era stato inviato sul cellulare di Holly, mentre fuma una sigaretta, è impossibile che fosse in due posti contemporaneamente.
La polizia indaga su Connor il quale non è molto ben voluto né dalla famiglia né dai suoi conoscenti, infatti Jake confessa a Parker che Holly tradiva Connor con Bradley, inoltre Parker scopre che Connor ruba soldi dal fondo cassa del circolo privato per pagare i suoi debiti di gioco, Desreta non è mai riuscita a estrometterlo perché Connor può contare sull'appoggio del consiglio amministrativo. Naomi fa analizzare anche le altre mazze del set che apparteneva a Bradley e viene rilevato del sangue anche nel Legno 5, inoltre Florence scopre che Bradley aveva acquistato un lucchetto molto simile a quello che Connor usa nel suo armadietto, adesso Parker e Florence capiscono come la vittima è stata uccisa.
Parker spiega a Holly che ha capito quale fosse il suo vero intento: lei voleva il divorzio e stare con Bradley, loro due volevano mandare in prigione Connor, il tempo di ripagare i debiti che il marito aveva accumulato, infatti volevano farlo arrestare per tentato omicidio. Bradley aveva sostituito il lucchetto di Connor con quello che aveva comprato di cui aveva la chiave e che Holly ha usato per aprire l'armadietto e vi ha messo dentro il driver con cui lei aveva colpito Bradley alla testa dopo che lui le aveva inviato il messaggio dove dichiarava che Connor stava per aggredirlo, successivamente Holly ha chiuso l'armadietto del marito usando il lucchetto originale, tra l'altro Bradley aveva volutamente litigato con Connor davanti a Desreta per rendere il tutto più credibile. Il piano era quello di dare la colpa a Connor e accusarlo di tentato omicidio, ma in un secondo momento Connor, avendo visto Bradley per terra (dopo che Holly lo aveva colpito con il driver) prese il Legno 5 dal set delle mazze di Bradley e lo usò per colpirlo alla testa uccidendolo, spinto dall'invidia e dall'astio che ha sempre provato per lui.
Con l'arresto di Connor il caso è risolto, successivamente Florence riceve un'offerta da Patterson e Parker, hanno scoperto che dietro la morte di Otis c'è Miranda Priestley, il cui nome è ben noto alle forze dell'ordine dei caraibi, è una trafficante di droga, la polizia giamaicana non è mai stata capace di incastrarla, infatti vorrebbero che Florence, sotto copertura, si avvicini a lei nella speranza di poter trovare il modo di incriminarla.

## L'ultimo volo
- Titolo originale: Death in Flight
- Diretto da: Leon Lopez
- Scritto da: Ian Jarvis

### Trama
Zach Ogilvy è un miliardario di Palo Alto, è il fondatore e CEO di un'azienda informatica della Silicon Valley, ha fatto la sua fortuna con il lancio del suo social network, è venuto a Saint Marie con i suoi colleghi Chad Burinsky, Laurence Terry, Katie Kellar e Alessa Park per una vacanza aziendale, in programma c'è un lancio col paracadute infatti si lanciano da un aeroplano pilotato da Chris Darlow.
Alla polizia di Saint Marie viene segnalato il ritrovamento del corpo di Zach, sospeso su un albero nel quale il suo paracadute si è impigliato, sul corpo ci sono dei graffi e un coltello conficcato. L'autopsia ha confermato che i graffi, dovuti all'impatto con i rami dell'albero, se li è procurati dopo la sua morte, dunque è stato il coltello a ucciderlo. Parker, Florence, Marlon e Naomi indagano sulla morte di Zach, interrogando i suoi colleghi e anche Darlow, i quali giurano di essere estranei all'accaduto; quando l'aeroplano aveva raggiunto i 10.000 piedi, Zach aveva deciso di lanciarsi col paracadute dieci minuti prima degli altri. Loro avevano anche girato un video nel momento in cui Zach si era lanciato, ed era ancora vivo, quindi è impossibile che Chad, Laurence, Alessa, Katie e Darlow possano averlo ucciso dato che erano ancora tutti sull'aeroplano.
Parker e la sua squadra indagano sulla vittima scoprendo che era una persona egocentrica e spregevole, che amava impadronirsi dei suoi dipendenti mettendoli nella posizione di lavorare a orari quasi insostenibili. Marlon e Naomi scoprono che Alessa si è messa in contatto con una giornalista, famosa per i suoi articoli compromettenti contro Zach, e che voleva metterla al corrente delle terribili verità che si nascondono dietro la compagnia: un suo collega le confidò che Jamie, un dipendente di Zach, finì persino col morire. Chad, in seguito alla morte di Zach, viene nominato nuovo CEO, confessando a Parker che comunque, proprio per evitare che i comportamenti di Zach potessero danneggiare l'azienda con l'articolo che a breve sarebbe uscito, specialmente ora che era stata quotata, aveva già deciso di sostituirlo alla guida della compagnia, e aveva già convinto il consiglio amministrativo a estromettere Zach, e nel giro di soli sei mesi lo avrebbero cacciato via dall'azienda.
Parker fa qualche ricerca su Jamie scoprendo che Darlow era suo padre; dopo la morte del figlio ha divorziato dalla moglie e ha cambiato nome. Zach obbligava Jamie a lavorare a orari che erano irragionevoli, e quando è morto Darlow pagò affinché affinché venisse fatta un'autopsia privata. L'incidente stradale, causa della morte di Jamie, era avvenuto perché lui era stato colpito da un attacco cardiaco, causato dallo stress dovuto all'eccessivo lavoro a cui Zach lo sottoponeva. Parker trova nella casa di Darlow il paracadute mancante, che è stato manomesso; infatti all'inizio l'intento di Darlow era quello di uccidere Zach, ed è per questo che aveva manomesso il paracadute che quest'ultimo avrebbe dovuto usare, ma poi ha cambiato idea ritenendo che ucciderlo non sarebbe servito a nulla, quindi si è limitato a portare via il paracadute che aveva manomesso.
Parker capisce di aver affrontato l'indagine dal punto di vista sbagliato; era ossessionato dal paracadutismo, ma ora ha capito che non centrava nulla con la morte di Zach, e adesso ha capito chi è il colpevole, ovvero Darlow. Lui aveva mentito, infatti non aveva rinunciato al suo intento di causare la morte di Zach manomettendo il suo paracadute, ma Zach già sapeva che lui era il padre di Jamie e che voleva ucciderlo manomettendo il suo paracadute, e decise quindi di usarne un altro. Zach per arroganza voleva battere Darlow al suo stesso gioco, è per questo che si è paracadutato prima degli altri, e quando tutti si erano gettati dall'aeroplano, Darlow tornò alla base aerea con Zach ad attenderlo, ancora vivo, dato che non aveva usato il paracadute manomesso. Darlow gli rinfacciò il suo disprezzo per aver causato indirettamente la morte di Jamie, ma Zach non mostrò rimorso, al punto che Darlow, in uno slancio di collera, lo accoltellò, poi lo portò sull'aeroplano e decollò gettando via il corpo di Zach, il quale portava ancora addosso il paracadute che aveva usato prima. Darlow viene arrestato, chiedendo perdono ai colleghi di Zach per ciò che ha fatto, ma Jamie era suo figlio e sentiva che era suo dovere vendicarlo.
Florence è stata scelta per l'operazione sotto copertura; Miranda Priestley ha una figlia e Florence dovrà lavorare per lei come ragazza alla pari, ma sembra indecisa se accettare, ha un blocco emotivo. Patterson ha capito la natura del problema, e la porta nell'edificio abbandonato dove Frances uccise Patrice; non è la morte del suo fidanzato che la condizionò, ma il fatto che Frances sparò anche a lei, rischiò di morire prima che Mooney la soccorresse. Florence decide di combattere le sue paure e accetta l'incarico, così lascia Saint Marie salutando Parker con un abbraccio.

## Una scelta difficile
- Titolo originale: Undercover and Out
- Diretto da: Leon Lopez
- Scritto da: James Hall e Robert Thorogood

### Trama
Sono trascorse quattro settimane da quando Florence ha lasciato Saint Marie per lavorare sotto copertura come ragazza alla pari per la figlia di Miranda Priestley, inaspettatamente Miranda raggiunge Saint Marie, insieme alla figlia e a Florence, e con loro ci sono Corine (la sorella di Miranda) e Liam, la loro guardia del corpo. Miranda è venuta sull'isola allo scopo di acquistare la fattoria di Harley Joseph, il quale fa alloggiare i suoi ospiti nella sua proprietà. Di prima mattina Harley viene trovato morto nel suo ufficio, la vittima tiene in mano una pistola, a quanto pare si è tolto la vita sparandosi, la porta dell'ufficio è chiusa dall'interno.
Parker deve indagare sulla morte dell'uomo, sia lui che la sua squadra sono sorpresi di vedere Florence, ma riescono a far sì che Miranda non scopra che lei è un agente sotto copertura. Tutto fa supporre che sia stato un suicidio, oltre al fatto che nessuno afferma di aver sentito degli spari. Florence, approfittando di una distrazione di Parker, gli prende il dittafono e ci registra un messaggio che lui, poi, ascolta insieme ai suoi colleghi dove Florence gli rivela che a uccidere Harley è stata Miranda, infatti nel cuore della notte Florence aveva sentito uno sparo oltre al fatto che Miranda, in quel momento, non era nella sua camera da letto.
La polizia indaga sui sospettati: Miranda e Corine sono cresciute in un quartiere povero di Kingston, la loro era una famiglia perbene almeno finché Miranda non decise di arricchirsi con il traffico di droga, la madre è stata uccisa da uno spacciatore rivale, mentre Corine dopo aver finito le scuole superiori, affascinata dal denaro facile che Miranda guadagnava con la droga, iniziò a lavorare per la sorella, la bambina invece non è veramente la figlia di Miranda, l'ha solo adottata.
Parker spiega a Catherine che, anche nell'eventualità che Miranda venga arrestata, coloro che lavorano per lei tenterebbero di fare del male a Florence, la sua è una fitta rete e anche se Miranda venisse arrestata non sarebbe possibile smantellarla del tutto, Florence non sarebbe più al sicuro a Saint Marie, sarà costretta ad andarsene per sempre e le verrebbe data una nuova identità, Parker non la rivedrà più. Catherine è della convinzione che Florence avesse già calcolato questa possibilità, probabilmente Florence si è già pentita di essere tornata a Saint Marie e il lavoro sotto copertura è un pretesto per abbandonare l'isola definitivamente.
La polizia scopre che Harley aveva affittato il suo capanno a Georgina Benjamin, la zia di Otis, la quale ora è ricoverata in una casa di riposo, è gravemente malata, infatti è in coma. Florence perlustra la tenuta di Harley e trova un CD con scritto "Georgina" e quindi ascolta il contenuto: Otis aveva fatto confessare a sua zia che era stata Miranda a uccidere la madre, infatti la zia di Otis era la loro vicina di casa e aveva assistito al crimine. Poi arriva Miranda che punta una pistola contro Florence.
Parker va nell'ufficio di Harley insieme a Patterson, Marlon e Naomi spiegando ai tre che Miranda ha sparato alla vittima mentre lui era all'esterno dell'ufficio, Harley con le sue ultime forze si era rifugiato nel proprio ufficio chiudendolo a chiave e impugnando la propria pistola per difendersi da Miranda ma è morto poco dopo a causa della ferita d'arma da fuoco. Miranda, pistola alla mano, costringe Florence a seguirla in un posto isolato, ciò che vuole è ucciderla, col pretesto di comprare la fattoria cercava il CD con la confessione di Georgina, ha dovuto uccidere Harley per poter setacciare la fattoria indisturbata, Otis voleva usare quella confessione registrata per ricattarla e quindi ha fatto uccidere pure lui. La madre di Miranda era disgustata da lei, voleva denunciarla alla polizia, e infatti Miranda finì per ucciderla. Grazie a Florence ha trovato il CD che cercava e quindi adesso si appresta a uccidere pure lei, ma Florence usando la pistola che teneva nascosta, spara a Miranda e la ferisce, ma senza ucciderla.
Miranda, Corine e Liam vengono arrestati, mentre Florence e la figlia adottiva di Miranda si separano con affetto, verrà affidata ai servizi sociali che le troveranno un'altra famiglia. Florence lascia per sempre Saint Marie, vuole costruirsi un futuro ma non potrebbe mai farlo lì, perseguitata dal ricordo dell'omicidio di Patrice, infine lascia l'isola salutando Parker, ringraziandolo, perché è stata la loro amicizia che le ha dato la forza di superare la morte di Patrice.

## Un amore malato
- Titolo originale: Painkiller Thriller
- Diretto da: Toby Frow
- Scritto da: Asher Pirie e James Hall

### Trama
Darlene Curtis (l'ex fidanzata di Dwayne) si rivolge a Patterson dato che Ayana Jelani, famosa pop star ricoverata nella clinica per la cura da dipendenze dove Darlene lavora come assistente sanitario, è stata trovata morta nella sua camera da letto. Darlene, su consiglio di Dwayne, ha chiesto l'aiuto di Patterson dato che il direttore della clinica, Mark Fuller, così come Sandra White (la madre di Ayana) vogliono dare la colpa a lei dato che la ragazza è morta per anafilassi dato che ha assunto dell'aspirina, ne era allergica, infatti Darlene era andata nel dormitorio di Ayana per darle la sua dose di temazepam, infatti Darlene è accusata di averle dato accidentalmente il farmaco sbagliato avendone causato la morte.
Parker, incaricato da Patterson, apre un'indagine, l'autopsia però ha accertato che nell'organismo di Ayana non c'erano tracce di temazepam, sembra proprio che Darlene abbia realmente dato alla ragazza l'aspirina, inoltre non era impossibile sostituire il temazepam con l'aspirina in quanto i farmaci sono custoditi in un armadio che può essere aperto solo con la chiave che è in possesso di Darlene, e subito dopo aver preso i farmaci li aveva consegnati direttamente ad Ayana. La porta del dormitorio di Ayana era chiusa dall'interno, Parker trova strano che Ayana, nel momento in cui aveva iniziato a stare male, non avesse usato l'epinefrina tramite il suo salvavita.
Parker e la sua squadra indagano sui sospettati, tra i pazienti rinchiusi ci sono Evann Parry e Ariel Fanshaw, la madre Sandra faceva da manager ad Ayana, invece Fuller prima di trasferirsi a Saint Marie lavorava in una clinica a Mayfair, venne licenziato per aver avuto una relazione con Ayana quando lei era ricoverata nella clinica. Fuller ammette di aver avuto una storia con lei in passato, Ayana ha sempre avuto problemi con le droghe e gli alcolici, è per questo che è stata ricoverata, quando Fuller si è trasferito a Saint Marie lavorando nella clinica dell'isola, aveva invitato Ayana a farsi ricoverare lì quando lei ha avuto una ricaduta. Ayana infatti stava attraversando un brutto periodo dato che una stalker le dava il tormento con tanto di lettere minatorie.
Adesso che Florence ha lasciato Saint Marie, il dipartimento deve assumere un nuovo sergente-detective, ma Marlon propone a Parker di dare a Naomi la promozione, e lui decide di darle una possibilità. Izzy, la sorella di Parker, viene a trovarlo a Saint Marie, è una donna estroversa ed esuberante (l'esatto opposto del fratello) è venuta a Saint Marie dopo aver litigato con Mike, il suo fidanzato con il quale convive, non accettando il fatto che lui le abbia chiesto di sposarla, quindi Parker la ospita nel suo bungalow.
Parker legge una lettera che Ayana aveva dato a Sandra da lei consegnatagli dove Ayana confessava che lei amava Evann e che i due avevano deciso di lasciare Saint Marie insieme, ora Parker ha capito chi ha ucciso Ayana. Parker smaschera l'assassino, ovvero Fuller, infatti Darlene aveva dato veramente ad Ayana il temazepam ma dato che non le piaceva aveva solo finto di ingerire la medicina per poi sputarla via, Fuller sapeva che Ayana non faceva uso del temazepam e che prendeva il magnesio da Ariel, limitandosi a sostituito il magnesio con l'aspirina e quando Ayana l'ha assunta la reazione allergica che l'ha portata alla morte ha iniziato a manifestarsi a effetto ritardato, Fuller aveva rubato il salvavita ad Ayana in modo che lei non lo usasse. Quando il corpo di Ayana è stato trovato senza vita, Fuller ha disfatto la valigia che Ayana aveva preparato dato che voleva fuggire con Evann, in modo che nessuno sospettasse che lei voleva partite oltre a riporre nel suo dormitorio il salvavita, ma quando ha cercato di rimettere a posto lo spazzolino da denti di Ayana nel bagno, dalla fretta lo ha riposto male, l'estremità con le setole era sul bordo del bicchiere, cosa inusuale che Parker aveva notato da subito. Parker ha scoperto che era Fuller lo stalker che perseguitava Ayana, non accettava la loro rottura, voleva portarla all'esasperazione così da convincerla a cercare conforto nella clinica dove lui l'avrebbe riconquistata, ma quando ha scoperto che si era innamorata di Evann decise di ucciderla.
Adesso che Fuller è stato arrestato, la clinica verrà chiusa e i pazienti trasferiti altrove, quindi Darlene si ritrova senza lavoro, ma Patterson le propone inaspettatamente un impiego alla stazione di polizia, e lei seppur impreparata davanti a questa offerta, accetta felicemente.

## Sensi di colpa
- Titolo originale: Phone-In Murder
- Diretto da: Toby Frow
- Scritto da: Emma Goodwin

### Trama
Orla e sua figlia Astrid sono giunte a Saint Marie da Dublino insieme ai loro amici, Callum e sua moglie Eve, allo scopo di spargere sulla spiaggia le ceneri di Jonty, il defunto marito di Orla e padre di Astrid. Una volta sparse le ceneri passano la notte in una villa affittata, e mentre guardano un film, Eve si allontana ed esce avvicinandosi al bordo della piscina che si trova all'esterno della villa, telefona alla polizia perché deve denunciare un omicidio. Parker va alla villa, accompagnato da Marlon e Naomi, ma trovano Eve a mollo sulla piscina, incosciente, Parker e Naomi riescono a soccorrerla, Eve viene portata in ospedale.
Eve è in coma, sul collo ha degli evidenti segni di strangolamento, qualcuno ha cercato di ucciderla, la villa è troppo isolata nonché ben recintata, è impossibile che qualcuno fosse riuscito a entrare di nascosto, ciò vuol dire che a tentare di ucciderla sono stati Orla, Callum o Astrid. Eve voleva denunciare un omicidio, quindi Parker ipotizza che la persona che ha cercato di uccidere Eve volesse impedirle di farlo, ma in ogni caso dal momento in cui Eve era uscita dal salotto al momento in cui è arrivata la polizia trovando Eve svenuta galleggiare in piscina, i tre sospettati sono sempre stati insieme, e tutti affermano che non si erano persi di vista nemmeno per un momento, dunque sembra impossibile che qualcuno tra loro avesse avuto il tempo di allontanarsi e tentare di uccidere Eve. Dopo che avevano sparso le ceneri di Jonty, tutti e quattro tornarono alla villa, Astrid a piedi insieme a Callum mentre Eve in auto con Orla.
Naomi e Darlene fanno delle indagini, Jonty è morto in un incidente, lui era ubriaco anche se il caso si è concluso con un verdetto aperto. Orla confessa quindi che Jonty non era il padre di Astrid. La polizia scopre che Jonty la sera in cui è morto telefonò a Callum, quest'ultimo ammette che è lui il padre di Astrid, non voleva che Eve lo sapesse quindi convinse Jonty a parlarne con calma dandogli appuntamento al canale, ma Jonty non si presentò all'appuntamento, in realtà era venuto ma era caduto nel canale dato che era ubriaco, la sua è stata una morte accidentale. 
Izzy confessa al fratello che forse aspetta un bambino da Mike e lei non sa come affrontare l'ipotetica gravidanza, Parker le confessa che in passato aveva quasi messo incinta la sua ex fidanzata, Zoe, quando scoprì di non aspettare un bambino da lui lo lasciò perché capì che Parker non era l'uomo con cui voleva passare la sua vita: Parker si limita a spiegare alla sorella che a volte gli imprevisti aiutano a dare una svolta alla propria vita.
Darlene e Patterson cercano di aiutare Cornelius, infatti si mettono sulle tracce di Benny Lacroix, noto ricettatore, Cornelius sta per sposarsi, voleva soltanto che Benny gli desse le decorazioni che gli aveva promesso dato che lo aveva persino pagato. I due trovano il furgone di Benny sul ciglio di una strada che si affaccia sul mare, Patterson e Darlene trovano il cadavere di Benny che galleggia nell'acqua del mare, sembra che fosse sceso dal furgone per cercare una stazione di servizio.
Parker interroga Astrid la quale ammette che già sapeva che Callum è suo padre, e dopo aver sparso le ceneri di Jonty, ha raccontato a Eve la verità. Parker nota che la strada dove il furgone di Benny è stato ritrovato è la stessa che conduce alla villa dove alloggiano Orla, Astrid, Eve e Callum, in effetti Eve era andata alla villa in auto con Orla dopo che Astrid le aveva detto di essere la figlia di Callum, ipotizzando che mentre erano in auto insieme avessero litigato.
Orla confessa alla polizia che Eve era alla guida dell'auto e che mentre litigava con lei investì accidentalmente Benny non prestandogli soccorso. Marlon esamina l'auto ma dai danni non sembra che avesse urtato il corpo di Benny con abbastanza violenza da ucciderlo, adesso Parker ha capito come sono andate le cose. Eve si sveglia dal coma e Naomi va a visitarla raccontandole che ha capito quello che è accaduto, mentre Parker contemporaneamente, mette al corrente Orla, Callum e Astrid raccontando gli avvenimenti che hanno portato al tentato omicidio di Eve: quest'ultima aveva investito Benny, ma Orla aveva mentito, infatti sia lei che Eve erano scese dall'auto per prestargli soccorso, ma lui era svenuto, credendo erroneamente che fosse morto, Orla, per evitare che Eve si mettesse nei guai con un'accusa di omicidio, decise di convincerla ad aiutarla a gettare Benny in mare (e infatti è così che lo hanno ucciso). Eve però voleva confessare la verità, ma adesso con l'accusa di omissione di cadavere Orla si sarebbe messa nei guai, quindi in un impeto di rabbia si mise a strozzare Eve, ma poi si calmò per evitare che la faccenda peggiorasse. Orla e Eve fecero finta di niente e poi si misero a guardare un film in salotto con Callum e Astrid, ma poi Eve si allontanò e si avvicinò alla piscina, decise di telefonare alla polizia per confessare la sua colpevolezza ma poi iniziò a sentirsi male, subì l'effetto ritardato dello strangolamento a opera di Orla, e cadde in piscina, l'acqua eliminò il fondotinta dal collo. Orla viene arrestata sia per l'omicidio di Benny che per il tentato omicidio di Eve.
Parker torna nel suo bungalow ma scopre che Izzy non è lì, ha lasciato un test di gravidanza e una lettera dove lo ringrazia per averle dato ospitalità, ha scoperto di essere incinta, ma adesso non ritiene che stare insieme al fratello sia la cosa migliore per lei, ora le serve del tempo per stare da sola.

## Un delitto quasi perfetto
- Titolo originale: Murdering Lyrical
- Diretto da: Ruth Carney
- Scritto da: Jillian Mannion

### Trama
Trenton Isaac e Deshawn Lyons, due cantanti reggae, si preparano per il loro concerto, però sul palco, mentre i due sono soli per il soundcheck vedono una figura incappucciata che toglie la corrente con l'interruttore, le luci si spengono e la persona misteriosa spara uccidendo Trenton sparandogli alla testa per poi riattaccare la corrente sempre per mezzo dell'interruttore, scappando via.
Parker e la sua squadra devono indagare sull'omicidio, tra i sospettati, oltre a Deshawn, ci sono Jadesola, la fidanzata della vittima, Erica, la corista di Trenton e infine Ajay (il fratello maggiore di Erica nonché manager di Trenton) i quali erano tutti insieme al soundcheck benché, a eccezione di Deshawn, gli altri si erano allontanati al momento dello sparo. La polizia trova della sabbia sul punto esatto in cui è partito il proiettile, deve essere caduta da uno dei contrappesi del palcoscenico, sulla sabbia c'è calcata un'impronta, deve essere quella della scarpa dell'assassino. Una testimone conferma che Layla (ragazza con piccoli precedenti) poco prima dello sparo, aveva raggiunto il palco entrando dalla porta antincendio.
Parker trova la casa dove ora Izzy si è trasferita, quindi lui e Catherine vanno a farle visita, Izzy li informa che ha deciso di non tornare da Mike, vuole crescere il bambino a Saint Marie. Parker cerca di far capire a Izzy che lei è rimasta affascinata dall'isola ma sta perdendo di vista la cosa più importante: lei ha la fortuna di avere Mike, un uomo che ama, infatti Parker è felice a Saint Marie, ma ora che ha perso Florence ha capito che ciò che gli manca è avere al suo fianco una persona da amare e che lo ricambi. 
Intanto Marlon, che conosce da tempo Layla, riesce a trovarla, sono da sempre amici, fin da quando Marlon si guadagnava da vivere con furti e truffe. Layla gli confessa che era stato proprio Trenton a farla entrare dalla porta antincendio, le aveva dato una pistola con proiettili a salve, doveva sparare per spaventare Deshawn in modo che lui si ritirasse dal concerto, ha tolto la corrente per evitare di essere riconosciuta, evidentemente un proiettile era vero e ha ucciso inavvertitamente Trenton.
Parker indagando sulla vittima scopre che Trenton era una persona spregevole e detestabile, non condivideva i suoi guadagni con il manager Ajay e tradiva la fidanzata, sebbene Jadesola lo amasse molto a dispetto delle sue ripetute infedeltà. Jadesola permette a Parker di guardare tra gli effetti personali della vittima, ci sono delle chiavette USB e un'agenda, nella quale è segnato un nome, quello di Rich Murphy, noto produttore discografico. Contattando Murphy scoprono che egli non era interessato a scritturare Trenton bensì il cantante di supporto, sembra che fosse interessato a Deshawn.
Darlene esamina le chiavette USB trovate da Parker e in una di esse ci sono delle foto di Erica mentre è in intimità con il suo ex fidanzato, lui era un amico di Trenton, gli aveva dato quelle foto e lui per capriccio voleva usarle per darle il tormento con la minaccia di renderle di dominio pubblico. Quando Ajay scoprì che aveva minacciato di umiliare sua sorella Erica con quelle foto, decise di chiudere i ponti con Trenton, anche perché la sua carriera si stava affacciando al declino, ormai Trenton non piaceva più come artista, infatti ciò che desira Ajay è concentrarsi solo su Erica, la quale è un'aspirante cantante di grande talento. Parker torna sulla scena del crimine insieme a Naomi, Marlon e Darlene, sperando di poter avere un'idea più chiara di quello che è successo, facendo spegnere le luci, capendo ora in che modo l'assassino ha ucciso Trenton.
Parker fa convocare sul palcoscenico Erica, Deshawn, Ajay, Layla e Jadesola, l'impronta della scarpa di Erica è l'unica che combacia con quella trovata sulla sabbia: è lei l'assassina. Layla era andata nello studio di Trenton per discutere con lui del piano per far spaventare Deshawn e infatti ricorda che Erica era lì, deve aver origliato la conversazione, quindi ne approfittò per sfruttare il piano a suo vantaggio e uccidere Trenton, lei si era nascosta e quando Layla aveva tolto la luce con l'interruttore Erica ha sparato con una pistola munita di silenziatore, il piano di Trenton era quello di chiamare subito la polizia non appena Layla avrebbe sparato, infatti Trenton aveva il cellulare in mano pronto a telefonare, e quando Layla ha spento la luce è stato grazie al cellulare di Trenton, che gli aveva illuminato il volto, che Erica aveva preso la mira. Parker trova la pistola che Erica ha usato per uccidere Trenton con le impronte digitali della ragazza, dopo aver sparato l'aveva nascosta dentro a uno dei contrappesi dal quale era caduta della sabbia, calpestata da Erica lasciandovi l'impronta della sua scarpa. Murphy non era interessato a scritturare Deshawn ma Erica, ma Trenton non poteva accettare che lei si sarebbe conquistata il successo artistico che lui non riusciva a raggiungere e quindi minacciò di rendere pubbliche le foto di lei con il suo ex fidanzato se avesse accettato di farsi scritturare.
Anche se Erica viene arrestata e il caso è risolto, Parker e Naomi non riescono a gioire dato che Erica ha ucciso Trenton solo perché quest'ultimo l'aveva portata all'esasperazione, Naomi cerca di dare coraggio a Erica, inevitabilmente sconterà una pena in carcere, ma se il giudice terrà presente del comportamento di Trenton, forse la sua condanna non sarà così severa, in fondo Erica ha ancora 19 anni e ha un futuro davanti. Layla ringrazia Marlon per averla aiutata. Izzy saluta Parker, lascia Saint Marie, ha deciso di tornare da Mike e di sposarlo.

## Scacco matto
- Titolo originale: Death of a Pawn
- Diretto da: Ruth Carney
- Scritto da: James Hall

### Trama
Julius Rotfeld e Lucas Magnussen sono due giocatori di scacchi professionisti, i quali si affrontano in una sfida con tanto di pubblico, ad un tratto nel bel mezzo della partita Rotfeld inizia a sentirsi male e muore. Parker indaga sulla faccenda, da un primo esame si può apprendere che a uccidere Rotfeld è stata la batracotossina e che il corpo della vittima l'ha assimilata dalle mani, infatti il veleno era sulla regina bianca.
Prima che Rotfeld giocasse contro Magnussen,  quest'ultimo aveva affrontato in una partita di allenamento Maurice Holburne, il campione inglese in carica. Sia la partita contro Magnussen che quella contro Holburne erano in streaming dunque la polizia le guarda entrambe, è evidente che l'assassino volesse uccidere proprio Rotfeld dato che già qualche giorno prima era stato stabilito che Rotfeld avrebbe affrontato Magnussen usando i pezzi bianchi, quindi sapeva che per ucciderlo sarebbe bastato cospargere di veleno la regina bianca, sia nella partita giocata da Rotfeld che in quella giocata da Holburne sono stati usati gli stessi pezzi, tuttavia sebbene Holburne avesse toccato pure lui la regina bianca lui non è stato ucciso dalla batracotossina, ciò vuole dire che il veleno è stato cosparso sulla regina bianca tra la prima e la seconda partita.
Patterson incontra una giornalista, Maggie Harper, solo vedendola tra i due si crea un po' di agitazione, Catherine rivela a Parker che Maggie è l'ex moglie di Patterson. Maggie spiega a Patterson che dopo il loro divorzio si è risposata inoltre ha una figlia, il suo secondo marito è morto di cancro. Tra Maggie e Patterson si accende ancora la scintilla dell'amore, e i due trascorrono una notte insieme.
Maggie è venuta a Saint Marie per intervistare Rotfeld, egli in passato lavorava per il KGB al quale aveva consegnato l'indirizzo e la nuova identità di Ilya Petrov, un dissidente russo in fuga a cui i servizi segreti davano la caccia, infatti è sparito da tempo, è implicito che quando il KBG lo trovò lo avesse ucciso. Patterson è della convinzione che l'assassino è Grigory Markoff, l'arbitro della gara, molto stimato nell'ambiente degli scacchi, lui stesso infatti aveva sistemato la scacchiera dopo che  Magnussen e Holbourn avevano concluso la loro partita, Darlene indagando sul passato di Markoff scopre che prima che egli registrasse il suo indirizzo ad Harlow nel 1986 non ci sono su di lui informazioni antecedenti, infatti Patterson rammenta che proprio in quell'anno, poco prima, Petrov scomparve, ipotizzando che in realtà i due siano la stessa persona. Markoff ammette che cambiò identità dopo che lasciò la Russia ma lui non è Petrov.
Parker guarda il video della partita tra Rotfeld e Holburne e capisce finalmente chi è l'assassino. Parker, Patterson, Naomi e Marlon fanno convocare Holburne nella sala dove Rotfeld è morto mentre giocava contro Magnussen, infatti è stato Holburne a mettere il veleno sulla regina bianca, lo aveva fatto prima che egli giocasse contro Magnussen nella partita di allenamento, quando la scientifica aveva rilevato la batracotossina nella regina bianca avevano usato il tampone su tutta la superficie del pezzo, e così all'inizio nessuno si era accorto che il veleno era stato messo solo sulla punta della regina, Holburne pur toccando il pezzo non è stato ucciso dal veleno perché si limitava a spostarlo senza toccarne la cima (come Parker ha potuto constatare guardando il modo in cui Holburne muoveva la regina dal video della partita) sapeva che Markoff avrebbe disposto i pezzi munito di guanti quindi non c'era pericolo che lui venisse avvelenato, Rotfeld è morto mentre maneggiava la regina bianca, toccando con il palmo della mano la punta avvelenata del pezzo. Holburne e Petrov erano amanti, era stato Rotfeld a far sì che il KBG trovasse Petrov facendolo uccidere, Rotfeld non mostrò alcun rimorso per l'accaduto e dunque Holburne decise di vendicarsi. Holburne conserva ancora una foto di Petrov e la tiene in mano, non intende farsi arrestare, infatti ha deciso di togliersi la vita, ha cosparso la foto con la batracotossina, infatti il veleno inizia ad agire, ma la polizia riesce a impedire la sua morte facendolo portate in ospedale con un'ambulanza.
Il caso è risolto, ma Patterson sembra pensieroso, Catherine si avvicina a lui per capire il motivo per cui è così turbato: Patterson le rivela che Maggie gli ha confessato che sua figlia non è nata in seconde nozze, infatti è Patterson il padre, e quindi solo ora, a distanza di anni, Patterson scopre di avere una figlia.